# ريد (بني مطر)

تعديل مصدري - تعديل

ريد هي إحدى قرى عزلة شهاب الأسفل بمديرية بني مطر التابعة لمحافظة صنعاء، بلغ تعداد سكانها 1159 نسمة حسب تعداد اليمن لعام 2004.